# Club Baloncesto Aridane
El Club Baloncesto Aridane es un club de baloncesto de España con sede en Los Llanos de Aridane, La Palma (Islas Canarias). Figura inscrito en las competiciones oficiales como Club Baloncesto Aridane-La Palma.
Fue fundado en 1980 aunque su historia se remonta a principios de los 70. Actualmente milita en Tercera FEB (antes denominada Liga EBA),  siendo uno de los conjuntos canarios con más historia a nivel nacional.

## Historia
Cuando uno se pone a recopilar información sobre los orígenes del Club Baloncesto Aridane, es cuando se da cuenta de que tiene este Club mucha historia, mucha vida.
Empiezas a retroceder paso a paso en el tiempo y te sitúas allá por los principios de los 70, en un Club que nace de aquellos famosos torneos de verano (aun siguen siendo famosos, en todo el archipiélago).De aquí salieron parte de los primeros jugadores de nuestro Club: Rosendo Negrin, Paco Brito, Leoncio Morin, Los Pulido,…Que jugaron en nuestra primera Liga provincial.
Es en la década de los 80, cuando quizás empieza a fraguarse lo que realmente es el Club, puesto que gente, que ha estado como jugador, pasan a formar parte de la directiva o como entrenadores de los equipos de base, aportando mucho más que un granito de arena. Esto ha sido una constante en toda la historia del Club y es uno de los motivos por los cuales sigue – seguimos vivos. 
Pero como casi toda historia tiene sus etapas difíciles y la nuestra fue entre finales de los 80 y principios de los 90. En la que hubo por decirlo de alguna manera un “apagón general” motivado quizás por un cambio generacional o incluso porque no, por un empacho de jornadas y jornadas; horas y horas dedicadas a este, nuestro Club. 
A partir de este momento se empieza como una refundación del Club partiendo de su participación en la liga insular y ascendiendo en la temporada 98/99 a la 1ª Autonómica. Es en la temporada 99/00 cuando se empieza a programar otro ascenso, el cual se haría efectivo dos años después en 2001/02. Militó en la Liga EBA Grupo B, durante 10 temporadas, habiéndose convertido en uno de los equipos clásicos de la competición hasta la temporada 11/12, que descendió a la Primera División Autonómica.
Tras seis temporadas, en la 2017-18 consigue el campeonato en la Primera División Autonómica y el acenso a la Liga EBA, donde solo pudo permanecer una temporada. Pero de nuevo en la temporada 2021-22, consigue el tercer ascenso de su historia a la liga EBA (ahora denominada Tercera FEB), en la que compite actualmente.

### Historial Liga
| Temporada        | Categoría                  | Nivel | Puesto | Balance | Playoff    | Copa del Rey |
| CB Valle Aridane |                            |       |        |         |            |              |
| 1970-1971        | Tercera División Grupo 17º | 3     | 5.º    | 4-8     |            |              |
| 1971-1972        | Tercera División Grupo 14º | 3     | 4.º    | 5-1-6   |            |              |
| CB Aridane       |                            |       |        |         |            |              |
| 1980-1981        | Regional La Palma          | 5     |        |         |            |              |
| 1981-1982        | Regional La Palma          | 5     |        |         |            |              |
| 1982-1983        | Regional La Palma          | 5     |        |         |            |              |
| 1983-1984        | Regional La Palma          | 5     |        |         |            |              |
| 1984-1985        | Regional La Palma          | 5     |        |         |            |              |
| 1985-1986        | Regional La Palma          | 5     |        |         |            |              |
| 1986-1987        | Regional La Palma          | 5     |        |         |            |              |
| 1987-1988        | Regional La Palma          | 5     |        |         |            |              |
| 1988-1989        | Regional La Palma          | 5     |        |         |            |              |
| 1989-1990        | Regional La Palma          | 5     |        |         |            |              |
| 1990-1991        | Provincial Masculino       | 5     |        |         |            |              |
| 1991-1992        | Provincial Masculino       | 5     |        |         |            |              |
| 1992-1993        | Provincial Masculino       | 5     |        |         |            |              |
| 1993-1994        | Provincial Masculino       | 5     |        |         |            |              |
| 1994-1995        | Provincial Masculino       | 5     |        |         |            |              |
| 1995-1996        | Provincial Masculino       | 5     |        |         |            |              |
| 1996-1997        | Provincial Masculino       | 5     |        |         |            |              |
| 1997-1998        | 2ª División Canarias       | 4     | 7.º    |         |            |              |
| 1998-1999        | 2ª División Canarias       | 4     |        |         |            |              |
| 1999-2000        | 1ª División Autonómica     | 4     |        |         |            |              |
| 2000-2001        | 1ª División Autonómica     | 5     |        |         |            |              |
| 2001-2002        | 1ª División Autonómica     | 5     |        |         |            |              |
| 2002-2003        | Liga EBA Grupo B           | 4     | 7.º    | 16-14   |            |              |
| 2003-2004        | Liga EBA Grupo B           | 4     | 7.º    | 14-16   |            |              |
| 2004-2005        | Liga EBA Grupo B           | 4     | 3.º    | 21-9    | 1/8 (1-1)  |              |
| 2005-2006        | Liga EBA Grupo B           | 4     | 2.º    | 24-6    | 1/4 (1-2)  |              |
| 2006-2007        | Liga EBA Grupo B           | 4     | 8.º    | 12-14   |            |              |
| 2007-2008        | Liga EBA Grupo B           | 5     | 8.º    | 14-16   |            |              |
| 2008-2009        | Liga EBA Grupo B           | 5     | 11.º   | 12-16   |            |              |
| 2009-2010        | Liga EBA Grupo B           | 4     | 2.º    | 21-9    | 1/16 (0-2) |              |
| 2010-2011        | Liga EBA Grupo B           | 4     | 9.º    | 16-14   |            |              |
| 2011-2012        | Liga EBA Grupo B           | 4     | 13.º   | 9-21    |            |              |
| 2012-2013        | 1ª División Autonómica     | 5     | 6.º    | 6-8     |            |              |
| 2013-2014        | 1ª División Autonómica     | 5     | 4.º    | 10-6    | 2.º (2-1)  |              |
| 2014-2015        | 1ª División Autonómica     | 5     | 3.º    | 7-7     | 2.º (1-1)  |              |
| 2015-2016        | 1ª División Autonómica     | 5     | 2.º    | 14-2    | 3.º (1-1)  |              |
| 2016-2017        | 1ª División Autonómica     | 5     | 2.º    | 11-4    | 3.º (1-1)  |              |
| 2017-2018        | 1ª División Autonómica     | 5     | 1.º    | 15-1    | 1.º (2-0)  |              |
| 2018-2019        | Liga EBA Grupo B           | 4     | 14.º   | 9-21    |            |              |
| 2019-2020        | 1ª División Autonómica     | 5     | 4.º    | 11-5    |            |              |
| 2020-2021        | 1ª División Autonómica     | 5     | 8.º    | 4-10    |            |              |
| 2021-2022        | 1ª División Autonómica     | 5     | 1.º    | 11-5    | 4.º (1-2)  |              |
| 2022-2023        | Liga EBA Grupo BA          | 4     | 8.º    | 12-14   |            |              |
| 2023-2024        | Liga EBA Grupo BB          | 4     | 2.º    | 23-3    | 12.º (1-2) |              |
| 2024-2025        | Tercera FEB Grupo BA       | 4     | 1.º    | 21-5    | 8.º (2-2)  |              |

| Leyenda                |
| Primer Nivel Nacional  |
| Segundo Nivel Nacional |
| Tercer Nivel Nacional  |
| Cuarto Nivel Nacional  |
| Primer Nivel Regional  |

### Datos del Club
- 0 Temporadas en Primer Nivel Nacional
- 0 Temporadas en Segundo Nivel Nacional
- 0 Temporadas en Tercer Nivel Nacional
- 12 Temporadas en Cuarto Nivel Nacional
  - 11 Temporadas en Liga EBA
  - 1 Temporadas en Tercera FEB
- 2 Temporadas en Quinto Nivel Nacional
  - 2 Temporadas en Liga EBA
- 14  Temporadas  Primer Nivel Regional
  - 12 Temporadas en 1ª División Autonómica
  - 2 Temporadas en 2ª División Canarias
- 17  Temporadas  Segundo Nivel Regional
  - 7 Temporadas en  Provincial Masculino
  - 10 Temporadas en  Regional La Palma